# Pleogibberella calamia
Pleogibberella calamia är en svampart som först beskrevs av Mordecai Cubitt Cooke, och fick sitt nu gällande namn av Berl. & Voglino 1886. Pleogibberella calamia ingår i släktet Pleogibberella och familjen Nectriaceae.   Inga underarter finns listade i Catalogue of Life.